# Little Brosna
La Little Brosna (en irlandais : An Bhrosnach Bheag), est une rivière d'Irlande, affluent du Shannon.

## Géographie
Elle prend sa source à Dunkerrin dans le comté d'Offaly et se jette dans le Shannon après un cours de 36 km. Elle est un des éléments de la frontière entre le comté d'Offaly et celui de Tipperary.